# Reiner Joppien

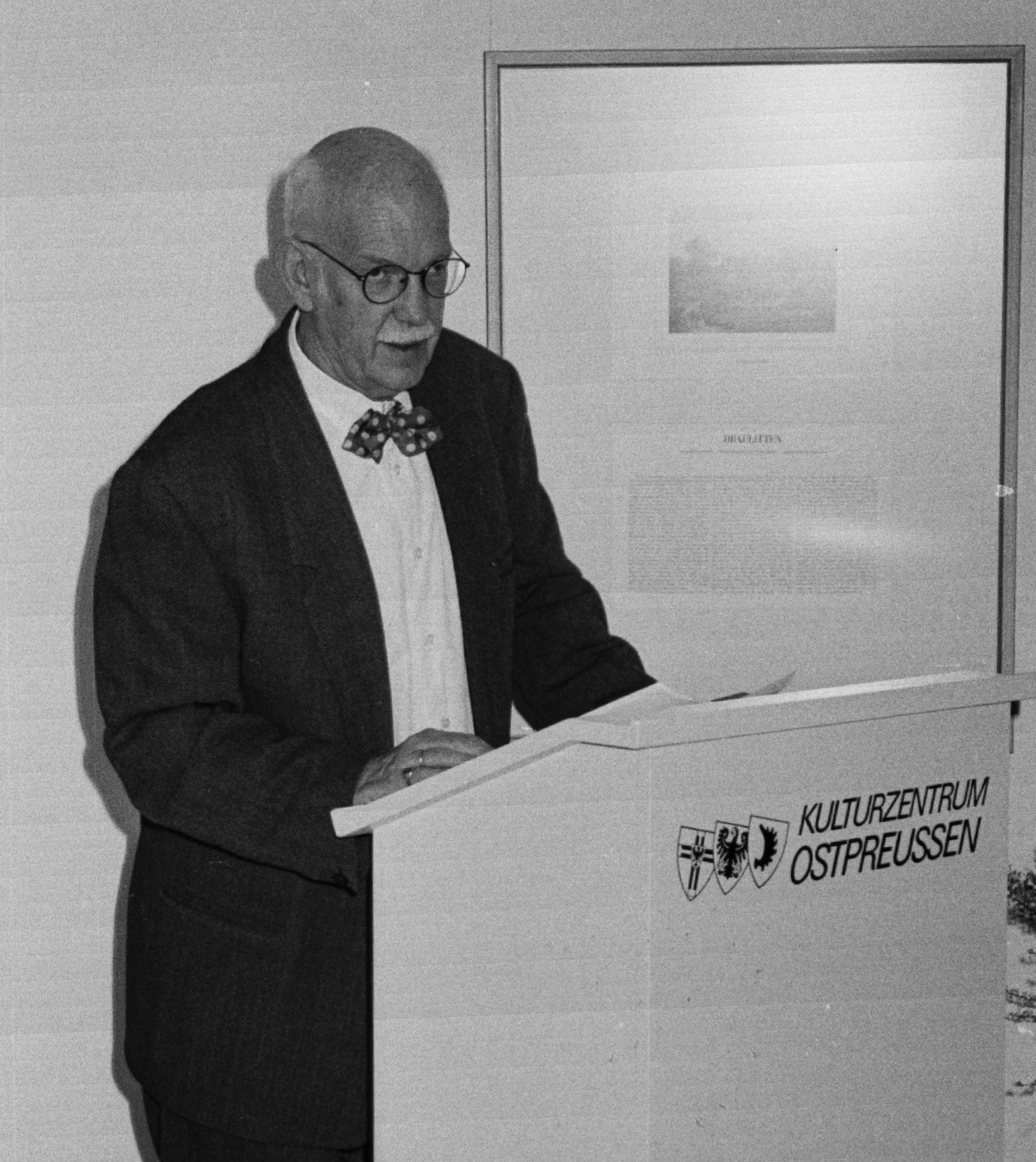
Rainer Joppien, Laudator bei der Ausstellung von Oleg Pjanov im Kulturzentrum Ostpreußen in Ellingen, 1996

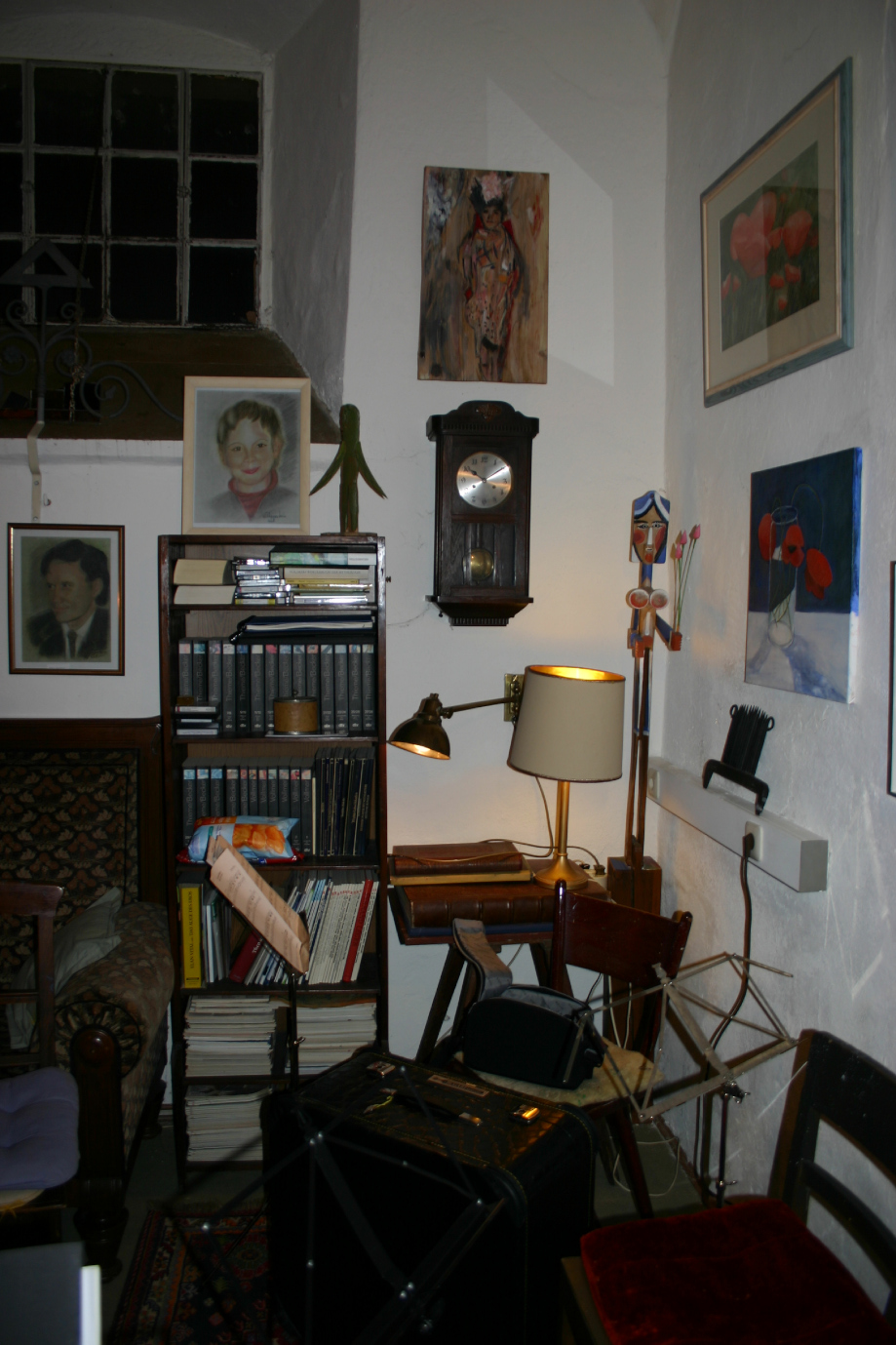
Atelier von Reiner Joppien im Nebengebäude des Schlosses in Ellingen

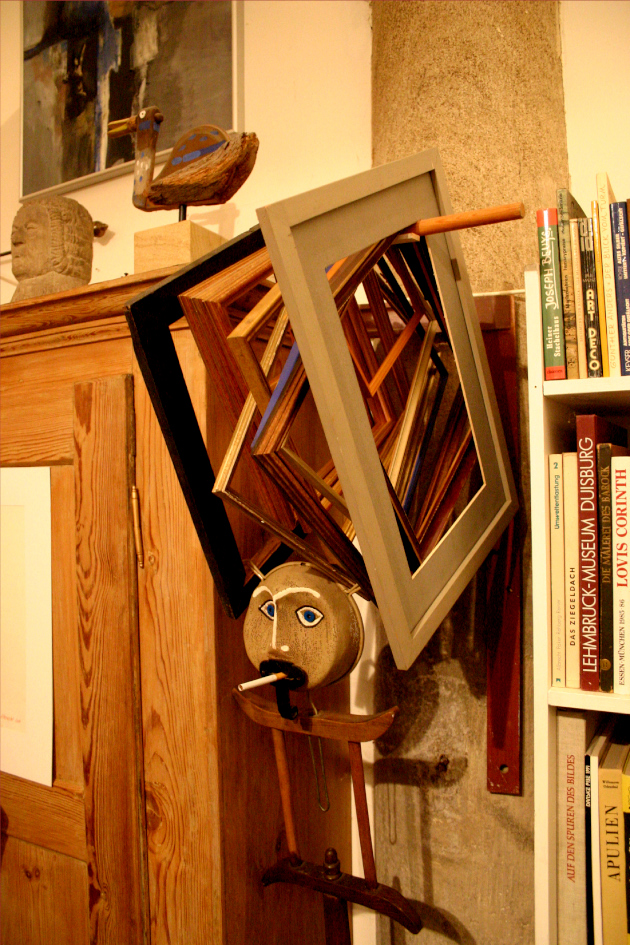
Atelier Joppien, Ellingen

Reiner Fritz Walter Joppien (* 14. Juni 1928 in Königsberg; † 30. Januar 2002 in Weißenburg in Bayern) war ein deutscher Architekt, Maler und Bildhauer.

## Werdegang
Reiner Joppien wurde 1928 in Königsberg, dem heutigen Kaliningrad in Ostpreußen, geboren. Er war der Sohn des Amtsmanns Erich Joppien und seiner Ehefrau Gertrud; aus der Ehe gingen Joppiens Brüder Lothar, Winfried und Eckhard hervor.
1944 begann Reiner Joppien mit dem Bildhauerstudium in Königsberg und setzte dieses nach der Vertreibung aus seiner Heimat 1948 in Augsburg fort. Von 1950 bis 1954 studierte er anschließend Malerei an der Akademie der Bildenden Künste in München unter Josef Oberberger. Von 1955 bis 1960 folgte ein Architekturstudium in München unter Sep Ruf. Ab 1958 arbeitete er in Rufs Architekturbüro. 1960 erhielt er das Stipendium des Kulturkreises der deutschen Wirtschaft. Ab 1961 war Joppien als freischaffender Architekt und Künstler tätig und zog 1969 nach Ellingen. 1987 erwarb er den Abschluss zum Diplom-Ingenieur (Dipl.-Ing.) für Architektur. Von 1980 bis 1998 betrieb er eine private Malschule. Er zeigte seine Gemälde auf Ausstellungen 1998 im Kulturzentrum Ostpreußen und 2001 in einer Ausstellung des Westpreußischen Landesmuseums. Joppien verstarb 2002 im Alter von 73 Jahren in Weißenburg. Er wurde auf dem Friedhof der Festung Wülzburg begraben.
Joppiens Schaffen konzentrierte sich auf Denkmäler sowie Brunnen, Malereien und Statuen. Unter ihm erfolgten die Sanierung der Festung Wülzburg, der Schranne in Weißenburg in Bayern und des Rathauses in Pleinfeld. Er gestaltete die Wandbilder in der Matthäuskirche in Aschaffenburg sowie die Glasfenster der Trinitatiskirche in Oberschleissheim. Von ihm stammt ein Brunnen vor dem Hauptgebäude der Stadtwerke Weißenburg.
Reiner Joppien war verheiratet mit Waltraud, geb. Hahn, aus Wismar. Aus der Ehe gingen die vier Kinder Jörg, Stefan, Friederike und Annette hervor.

## Veröffentlichungen
- Die Wülzburg – Ein Problem der Konservierung und Restaurierung in: Burgen und Schlösser 1973/II, S. 101–104.
- zusammen mit Gustav Mödl: Neues Leben auf der Wülzburg läßt die Wiederherstellung folgen in: Frankenland 1973, S. 193–198.

## Ausstellungen
- 1998: Reiner Joppien, Malerei im Kulturzentrum Ostpreußen in Ellingen[5]
- 2001: Reiner Joppien. Malerei und Skulptur im Westpreußischen Landesmuseum[10]